# クヌーズ5世 (デンマーク王)

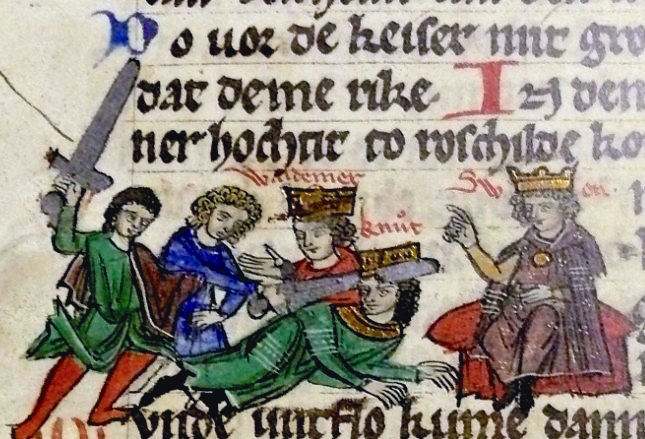
クヌーズ5世の殺害

クヌーズ5世（Knud V, 1129年 - 1157年8月9日）は、デンマーク王（在位：1146年 - 1157年）。父はデンマーク王ニルスの息子であるスウェーデン王マグヌス1世、母はポーランド王ボレスワフ3世の娘リクサ。世数はクヌーズ3世ともされる。

## 生涯
又従兄に当たるデンマーク王エーリク3世が退位するとユトランド半島の貴族に擁立されるが、エーリク3世の従弟のスヴェン3世もシェラン島で即位、内戦が勃発した。翌1147年にシェラン島を攻撃したが失敗して一旦和睦、ヴェンド十字軍に参戦したが、解散すると再度対立、1150年に敗北してドイツへ亡命した。1152年にドイツ王フリードリヒ1世に忠誠を誓い、スヴェン3世の共同統治者とされた。しかしスヴェン3世はこれに従わなかった。
1154年、シュレースヴィヒ公ヴァルデマー（エーリク3世の従弟、後のヴァルデマー1世）と同盟を結び、スヴェン3世を追放した。1157年に和睦が成立、クヌーズ5世はシェラン島とフュン島を治めることに決まったが、8月9日にロスキレで開かれた祝宴でスヴェン3世の刺客に暗殺された。この事件は「ロスキレの血祭り」と呼ばれている。ヴァルデマー1世はユトランド半島へ逃げ延び、グラーテ・ヘーゼの戦いでスヴェン3世を討ち取ってデンマークの内乱を終結させた。異父妹ソフィアは同年にヴァルデマー1世と結婚した。

## 子女
1156年にスウェーデン王スヴェルケル1世の娘ヘレナと結婚したが、子供はいない。ただし、3人あるいは4人の庶子がいる。
- ニルス（1150年 - 1180年） - 修道士[5]
- ヴァルデマー（1157/8年 - 1235/6年） - シュレースヴィヒ司教、ブレーメン大司教
- ブリジット - ザクセン公ベルンハルト3世と結婚
- ヒルデガルト（1157年頃 - ?） - リューゲン侯ヤロマル1世と結婚